# مسلسل چندمنظوره

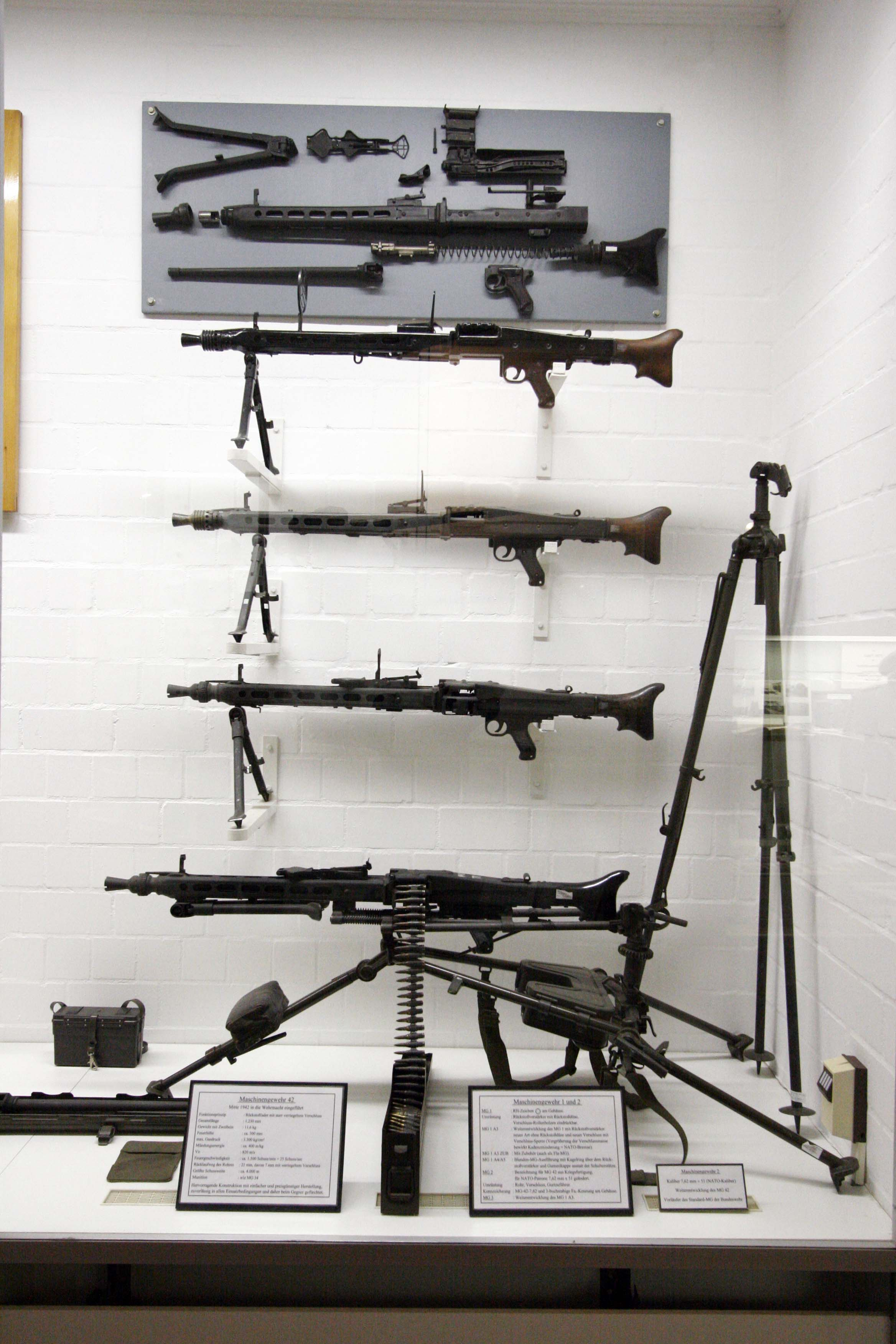
ام‌ژ ۴۲ بر روی سه‌پایه و دوپایه

مسلسل (تیربار) چندمنظوره به تیربارهایی گفته می‌شود که با فشار هوا خنک شده، از نوار فشنگ تغذیه می‌شوند و قابلیت تعویض سریع لوله را دارند و می‌توان از آن‌ها در نقش‌های مختلفی از جمله آتش پشتیبان پیاده‌نظام، سلاح خودروهای جنگی و هلیکوپترها یا به صورت ثابت در سنگرها استفاده کرد.
تیربارهای چندمنظوره وقتی با سه‌پایه و با رگبار بالا استفاده شوند یک تیربار متوسط محسوب شده و وقتی بر روی دوپایه قرار گیرند تیربار سبک به حساب می‌آیند. تیربارهای چندمنظوره معمولاً از فشنگ‌های پرقدرت تفنگ جنگی مثل فشنگ ۷٫۶۲x۵۱ ناتو یا ۷٫۶۲x۵۴ ناتو روسی استفاده می‌کنند.
تیربار آلمانی ام‌ژ ۳۴ که در دوران آلمان نازی ساخته شد نخستین تیربار چندمنظوره به حساب می‌آمد که در طول جنگ جهانی دوم با سلاح مؤثرتر ام‌ژ ۴۲ جایگزین شد. پس از جنگ جهانی دوم تمامی ارتش‌های دنیا ایده استفاده از یک تیربار چندمنظوره را پذیرفتند و تیربارهای متعددی ساخته شدند که اغلب آنها از ام‌ژ ۴۲ الگو گرفته بودند.

## مهم‌ترین نمونه‌ها
- آلمان غربی - ام‌ژ۳ نمونه بهبودیافته ام‌ژ۴۲ که همچنان تیربار اصلی آلمان و کشورهای دیگر است.
- بلژیک - اف‌ان-ام‌آژ تیربار اصلی اغلب کشورهای عضو ناتو.
- ایالات متحده آمریکا - ام۶۰ تیربار سابق ارتش آمریکا که در دهه ۱۹۸۰ با ام۲۴۰ نسخه‌ای از اصلی اف‌ان-ام‌آژ، جایگزین شد.
- فرانسه - آآ-۵۲ تیربار سابق ارتش فرانسه که با اف‌ان-ام‌آژ و اف‌ان مینیمی جایگزین شده‌است.
- اتحاد جماهیر شوروی - پی‌کا خانواده‌ای از تیربارهای چندمنظوره که به‌طور گسترده‌ای در کشورهای بلوک شرق مورد استفاده هستند.
- چین - تایپ ۶۷ و انواع بهبودیافته آن.
- آلمان - اچ‌کا ۲۱ برگرفته از ژ۳ تفنگ اتوماتیک شرکت هلکر و کخ که در بازار صادرات موفق بوده‌است.

## نگارخانه

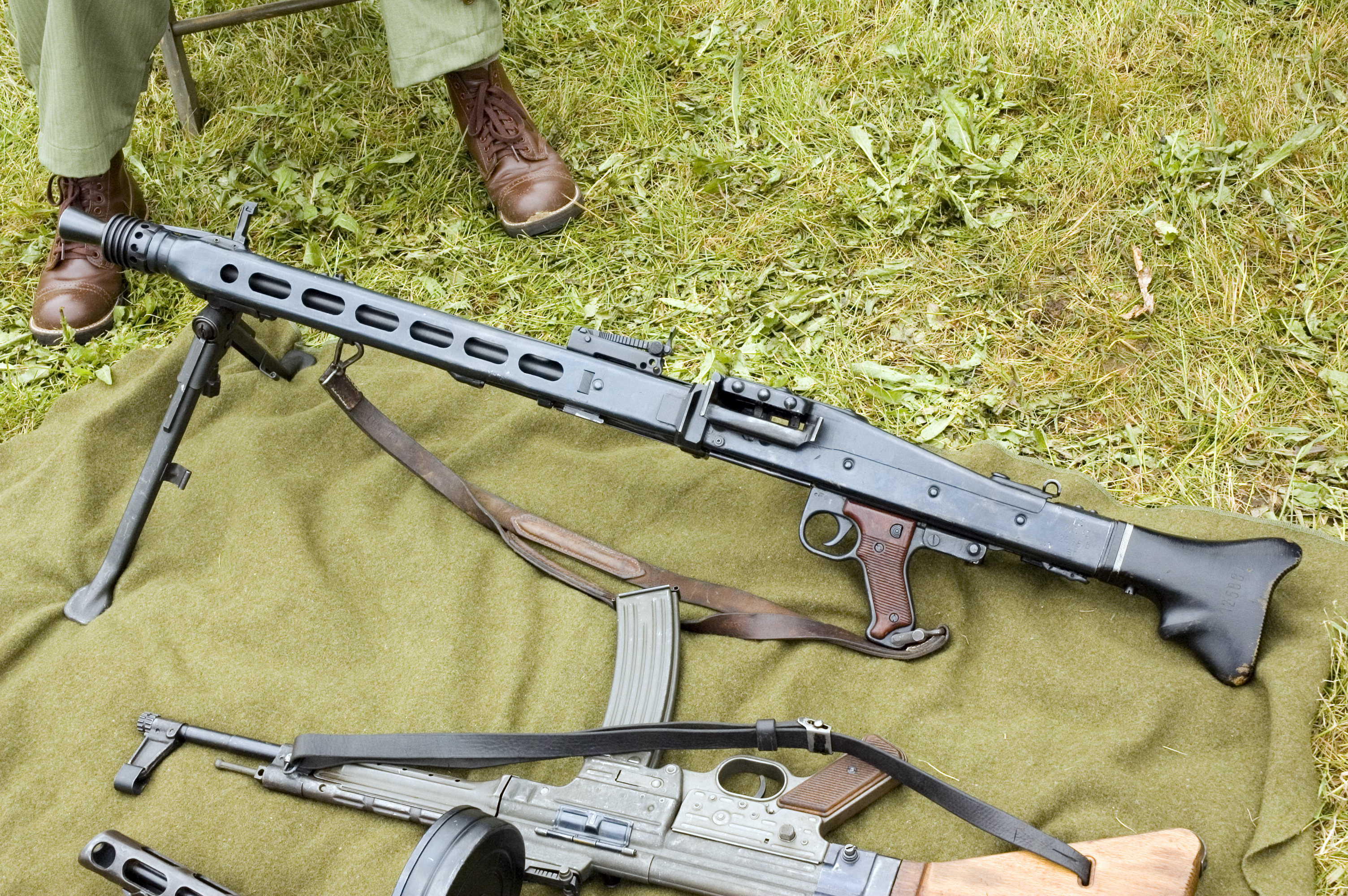
ام‌ژ۴۲ در کنار تفنگ تهاجمی اس‌ت‌ژ ۴۴
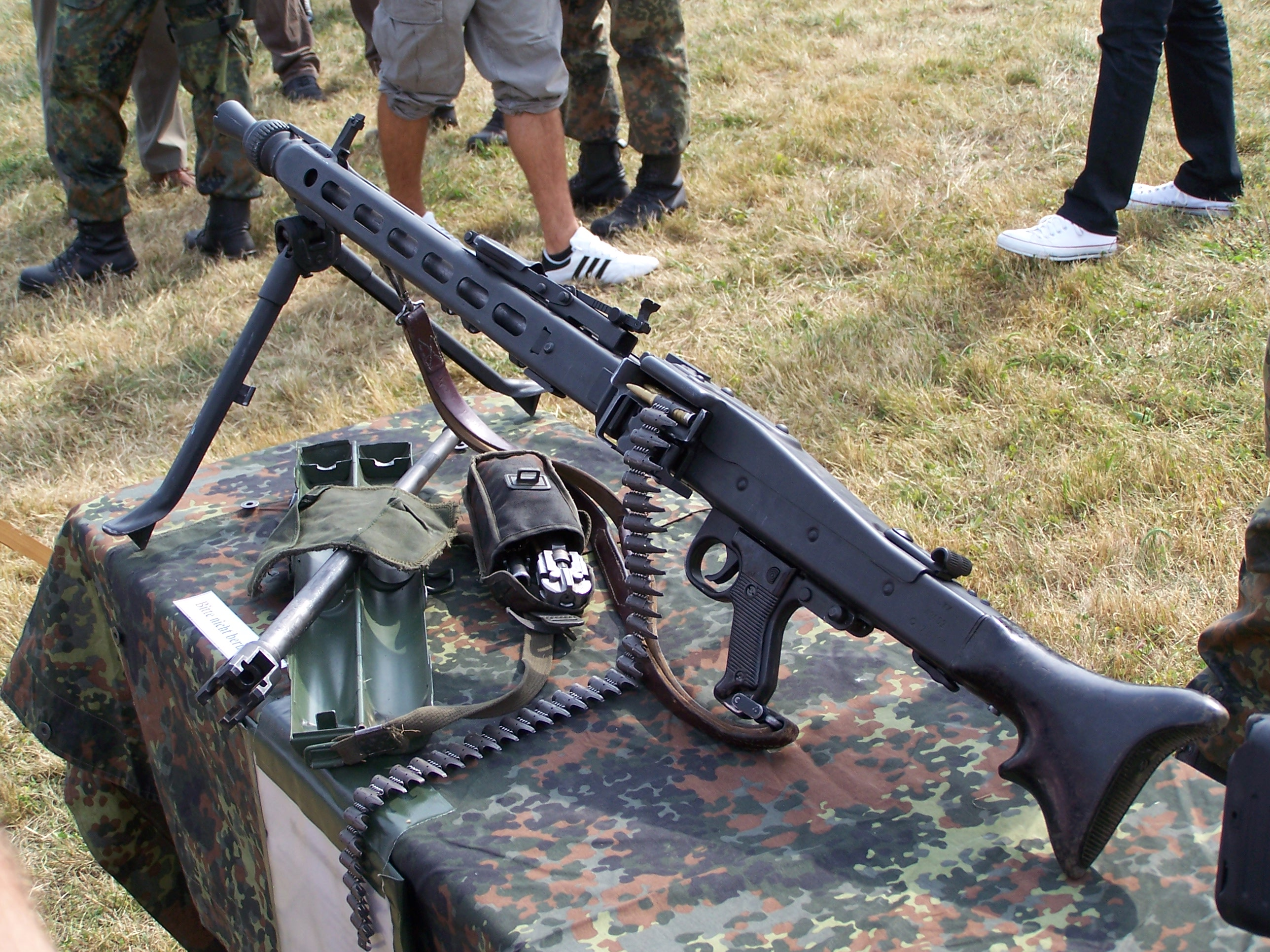
ام‌ژ۳ جایگزین ام‌ژ۴۲ در آلمان
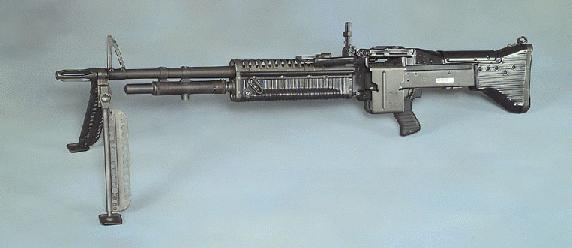
تیربار آمریکایی ام۶۰
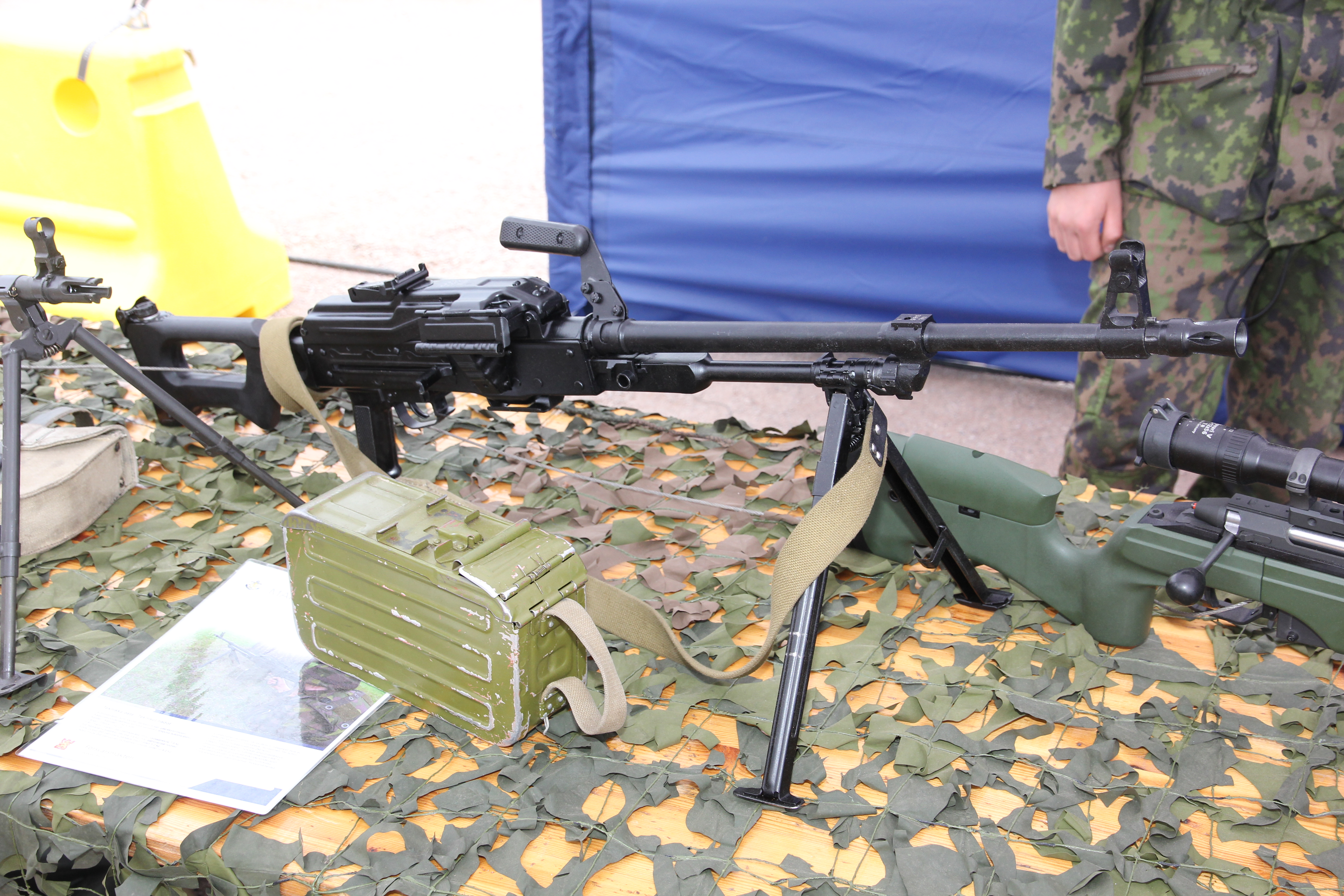
تیربار ساخت شوروی پی‌کا
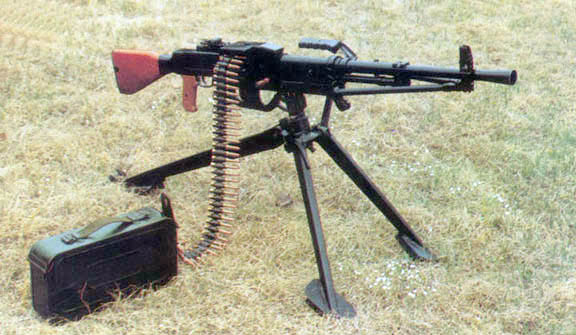
تایپ ۶۷ چینی
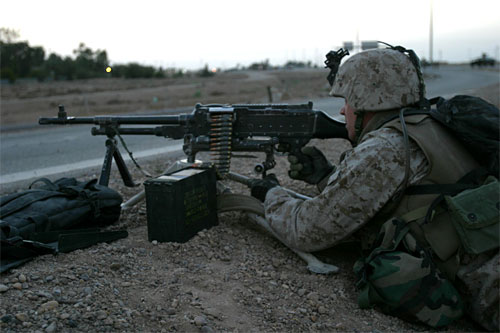
ام۲۴۰ مدل آمریکایی اف‌ان-ام‌آژ
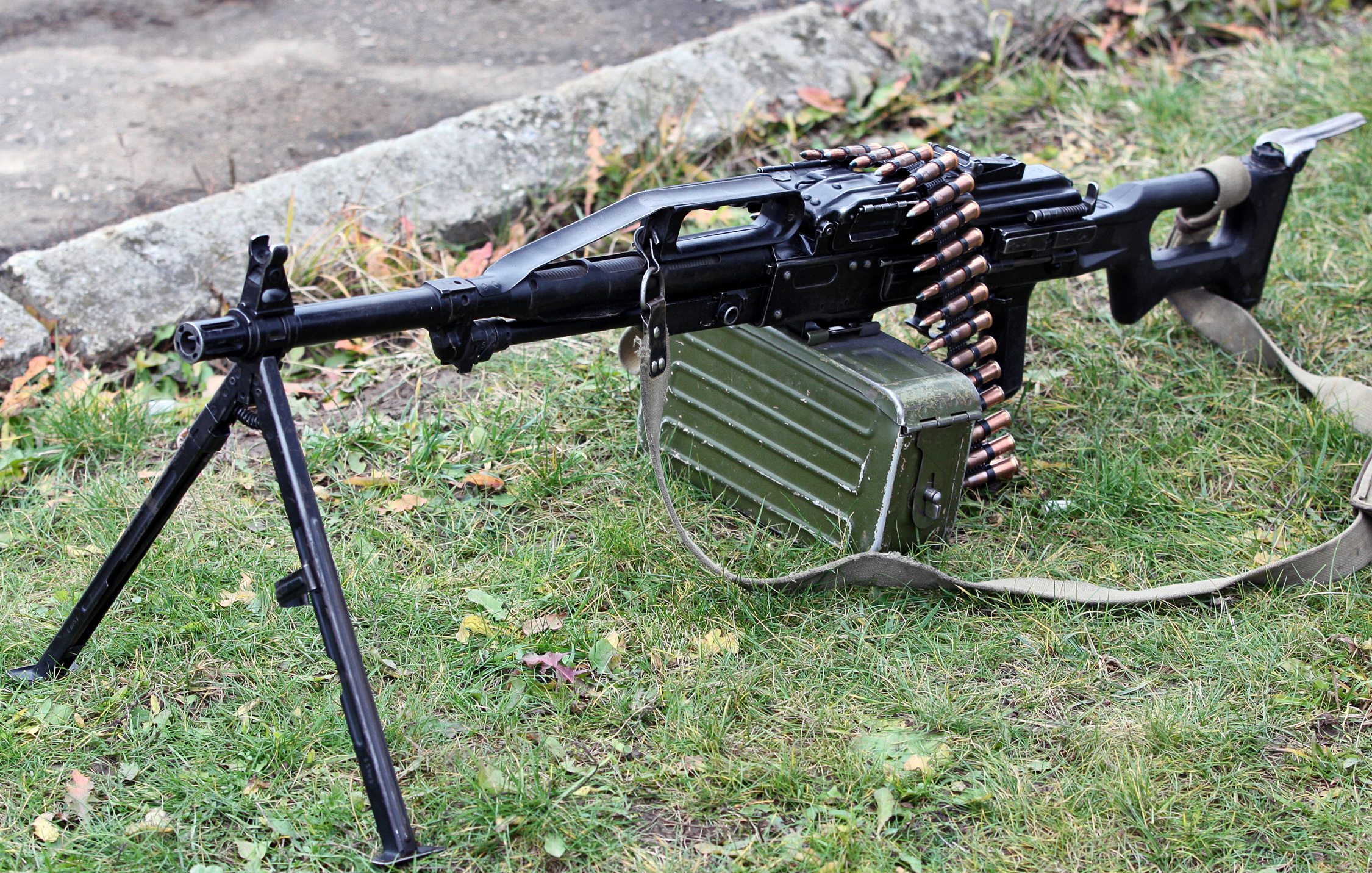
تیربار پچنگ ساخت روسیه
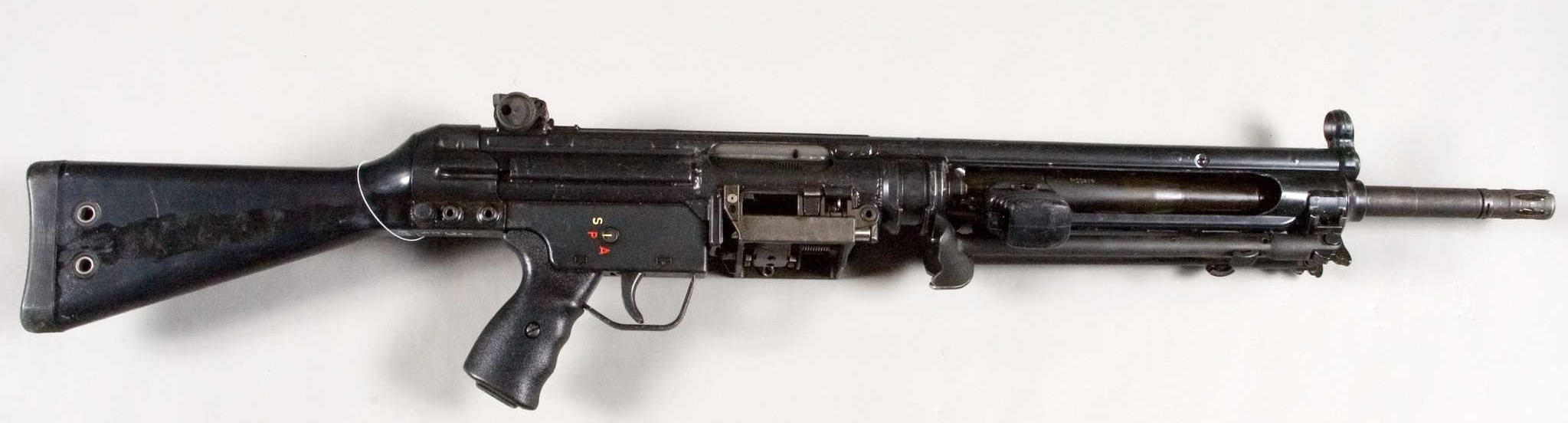
تیربار آلمانی اچ‌کا-۲۱